# Mercedes-Benz CLK GTR
Mercedes-Benz CLK GTR (C297) este o mașină sport GT1 construită și produsă de Mercedes-Benz în colaborare cu partenerul său de atunci din motorsport, AMG. Destinată curselor din noua serie a Campionatului FIA GT din 1997, CLK GTR a fost concepută în principal ca o mașină de curse, iar versiunile de stradă necesare pentru a respecta standardele de omologare au fost o prioritate secundară în proiectarea automobilului — adică a fost un model special de omologare.
După o campanie de succes în FIA GT Championship din 1997, mașina de curse a fost înscrisă în primele două etape ale campionatului FIA GT din 1998, înainte de a fi înlocuită pentru cursa de 24 de ore de la Le Mans din 1998. Succesorul său, Mercedes-Benz CLK LM din 1998, a marcat finalul programului Mercedes în categoria GT1, fiind înlocuit de Mercedes-Benz CLR Le Mans Grand Touring Prototype (LMGTP), o mașină de curse construită special, care nu trebuia să respecte regulile de omologare impuse modelelor GT1 anterioare.